# 小行星11753
小行星11753（11753 Geoffburbidge，2064 P-L） 是一個位在小行星帶的小行星。於1960年9月24日被科内利斯·約翰內斯·萬·豪敦（Cornelis Johannes van Houten）、湯姆·赫雷爾斯（Tom Gehrels）和英格麗·萬·豪敦-格勒內費爾德（Ingrid van Houten-Groeneveld）發現於帕洛马山天文台。
該小行星以英國天文學家傑佛瑞·伯比奇命名。

## 外部連結
- JPL Small-Body Database Browser on 11753 Geoffburbidge

| 前一小行星： 11752 1999 OU3 | 小行星列表 | 後一小行星： 11754 Herbig |